# Wahlen zum Repräsentantenhaus der Vereinigten Staaten 1900
Bei den Wahlen zum Repräsentantenhaus der Vereinigten Staaten 1900 wurden am 6. November 1900 die Abgeordneten des Repräsentantenhauses gewählt. In drei Staaten fanden die Wahlen bereits zwischen Juni und September statt. Die Wahlen waren Teil der allgemeinen Wahlen zum 57. Kongress der Vereinigten Staaten in jenem Jahr, bei denen auch ein Drittel der US-Senatoren gewählt wurden. Gleichzeitig fand auch die Präsidentschaftswahl des Jahres 1900 statt, die der Republikanische Amtsinhaber William McKinley gewann.
Zu dieser Zeit bestanden die Vereinigten Staaten aus 45 Bundesstaaten. Es waren 357 Abgeordnete zu wählen. Die Sitzverteilung basierte auf der Volkszählung von 1890.
Bei den Wahlen gab es leichte Gewinne der Republikaner von 13 Mandaten, während die Demokraten 10 Sitze einbüßten. Dadurch wurde die bereits ohnehin bestehende Republikanische Mehrheit im Repräsentantenhaus ausgebaut. Der republikanische Zuwachs war vor allem dem Gewinn von Mandaten in Staaten an der mittleren Atlantik Küste zu verdanken. Im Großen und Ganzen stellte die Wahl von 1900 aber keine Trendwende in bestimmte Richtungen dar. Die Wähler wollten eher den Status quo erhalten.
Wahlberechtigt und wählbar waren nur Männer. Frauen waren noch bis 1920 auf Bundesebene von Wahlen ausgeschlossen. Vor allem in den Südstaaten war das Wahlrecht durch Gesetze eingeschränkt, die das Wahlrecht an ein bestimmtes Steueraufkommen knüpften. Dadurch wurden ärmere Weiße, vor allem aber viele Afro-Amerikaner vom Wahlrecht ausgeschlossen.

## Wahlergebnis
- Demokratische Partei 151 (161) Sitze
- Republikanische Partei 200 (187) Sitze
- Populist Party 5 (5) Sitze
- Sonstige: 1 (4) Sitze

Gesamt: 357 (357)
In Klammern sind die Ergebnisse der letzten Wahl zwei Jahre zuvor. Veränderungen im Verlauf der Legislaturperiode, die nicht die Wahlen an sich betreffen, sind bei diesen Zahlen nicht berücksichtigt, werden aber im Artikel über den 57. Kongress im Abschnitt über die Mitglieder des Repräsentantenhauses bei den entsprechenden Namen der Abgeordneten vermerkt. Das Gleiche gilt für Wahlen in Staaten, die erst nach dem Beginn der Legislaturperiode der Union beitraten. Daher kommt es in den Quellen gelegentlich zu unterschiedlichen Angaben, da manchmal Veränderungen während der Legislaturperiode in die Zahlen eingearbeitet wurden und manchmal nicht.